# 東坊城松子
東坊城 松子（ひがしぼうじょう まつこ、嘉吉2年（1442年） - 享禄2年9月21日（1529年10月23日））は、室町時代後期から戦国時代前期にかけての勾当内侍・典侍。東坊城益長の娘。
東坊城家は南北朝時代後期より内侍を輩出し、称光・後花園天皇の勾当内侍であった東坊城茂子（秀長娘）やその実質的後継者であった東坊城孝子（長頼娘）を輩出していた（共に後に典侍に昇進している）。孝子の従兄にあたる東坊城益長の娘で後花園天皇に内侍として出仕した者に左衛門内侍と呼ばれる女性があり、退位後も後花園院に仕えて崩御後には乞われて後土御門天皇に仕えていたが、分家の西坊城家出身の西坊城言子（新内侍）と争論を起こした上に共に宮中を去ってしまった（左衛門内侍は文明7年（1475年）まで活動が知られ、言子の方は後に蒲生貞秀の妻となっている）。
このため、左衛門内侍の姉妹とみられる松子が文明8年（1476年）1月7日に内侍として宮中に上がることになった（『実隆公記』）。当初は目々内侍と呼ばれていたが、同年中に新内侍と称されるようになった。その後、文明11年（1479年）に勾当内侍の四辻春子の縁者とみられる四辻夏子が内侍に加わったために中内侍と名を改めた。後柏原天皇即位直後の明応10年（1501年）に四辻春子が勾当内侍を退いて2月27日にその後任に決定され、文亀と改元された直後の3月2日に長橋局に入って正式に勾当内侍に任命された（共に『言国卿記』）。
大永3年（1523年）2月に勾当内侍を辞退して典侍に任ぜられて「菅大納言局」と称され、翌大永4年（1524年）7月10日に従三位に叙されてその翌日に出家する。この時には既に83歳の高齢であったが、その後も内裏に出入りして宮中のために働き、享禄2年（1529年）に88歳で病死した。